# If I Had One Chance to Tell You Something
If I Had One Chance to Tell You Something é o oitavo álbum de estúdio da cantora Rebecca St. James, lançado a 22 de Novembro de 2005.

## Faixas
1. "God Help Me" – 3:12
2. "Alive" – 3:22
3. "You Are Loved" – 4:38
4. "Shadowlands" – 3:55
5. "Love Being Loved by You" – 3:56
6. "I Need You" – 3:55
7. "Beautiful Stranger" – 3:43
8. "Thank You" – 3:56
9. "Take All of Me" – 5:53
10. "Forgive Me" (feat. Alyssa, Lauren e Becca Barlow) – 3:43
11. "I Can Trust You" – 4:14
12. "Lest I Forget" – 6:10

## Tabelas
Álbum
| Tabela (2005)        | Posição |
| -------------------- | ------- |
| Top Christian Albums | 14      |